# Gare de Drefféac
La gare de Drefféac est une gare ferroviaire française de la ligne de Savenay à Landerneau, située, au lieu-dit La Gare, sur le territoire de la commune de Drefféac dans le département de la Loire-Atlantique en région des Pays de la Loire.
Elle est mise en service en 1862 par la Compagnie du chemin de fer de Paris à Orléans (PO).
C'est une halte voyageurs de la Société nationale des chemins de fer français (SNCF), desservie par des trains du réseau TER Pays de la Loire.

## Situation ferroviaire
Établie à 6 mètres d'altitude, la gare de Drefféac est située au point kilométrique (PK) 490,059 de la ligne de Savenay à Landerneau, entre les gares de Pontchâteau et Saint-Gildas-des-Bois.

## Histoire
La station de Drefféac est mise en service le 21 septembre 1862 par la Compagnie du chemin de fer de Paris à Orléans (PO), lorsqu'elle inaugure et ouvre à l'exploitation la section de Savenay à Lorient via Redon. La commune compte alors 703 habitants ; ses maisons sont majoritairement couvertes par des roseaux.

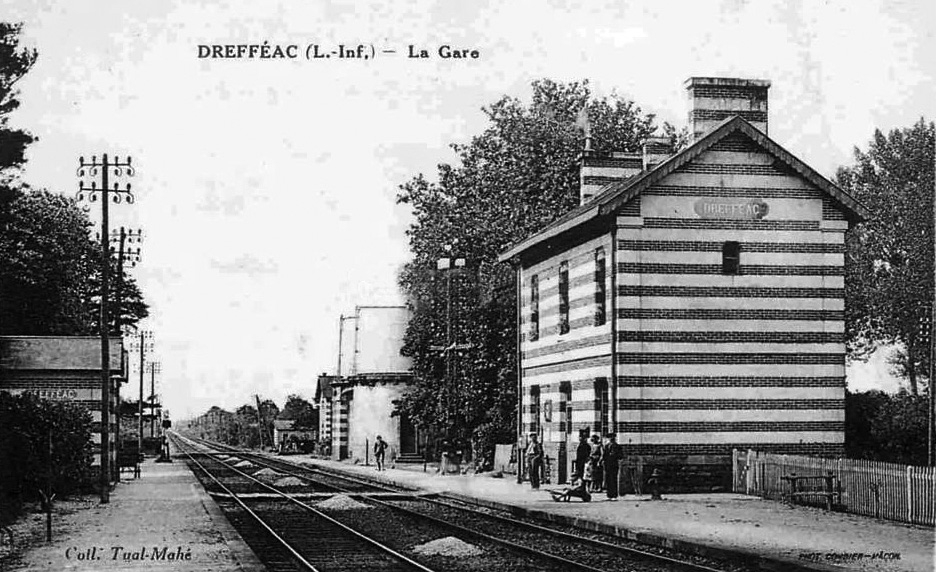
La gare, vers 1920.

Vers 1920, la gare dispose de plusieurs édifices types de la Compagnie du PO pour la ligne, caractérisés par une alternance de briques rouges et de tuffeau blanc. En venant de Savenay, on trouve, à gauche, la maison du garde barrière, un bâtiment, deux châteaux d'eau et le bâtiment voyageurs à trois ouvertures et un étage sous une toiture à deux pentes, avec un abri sur le quai opposé (cf. la photo ci-contre).
À la fin des années 1960, la gare n'a plus de personnel mais est néanmoins desservie par la « navette », train pour les ouvriers, qui circule le matin et le soir entre Redon et Saint-Nazaire, que 50 abonnés environ prennent le matin à 6 h 46 pour se rendre au travail.
L'ancien bâtiment voyageurs est détruit en 1983.
Devenue une halte voyageurs, elle est équipée d'un abri sur chacun des deux quais et d'un autre abri pour les vélos à côté de l'entrée.
Jusqu'en 2017, la gare était également desservie par un aller-retour par jour en semaine entre Saint-Nazaire et Redon via Savenay. À cette époque, la gare n'était desservie que par 1,5 aller-retour entre Redon et Nantes,.

## Service des voyageurs

### Accueil
Halte SNCF, c'est un point d'arrêt non géré (PANG) à accès libre avec un abri sur chaque quai.
Un passage planchéié permet la traversée des voies et le passage d'un quai à l'autre.

### Desserte
Drefféac est desservie par des trains TER Pays de la Loire effectuant les relations entre les gares de Redon et Nantes,.

### Intermodalité
Un parc pour les vélos et un parking pour les véhicules y sont aménagés.

Installations
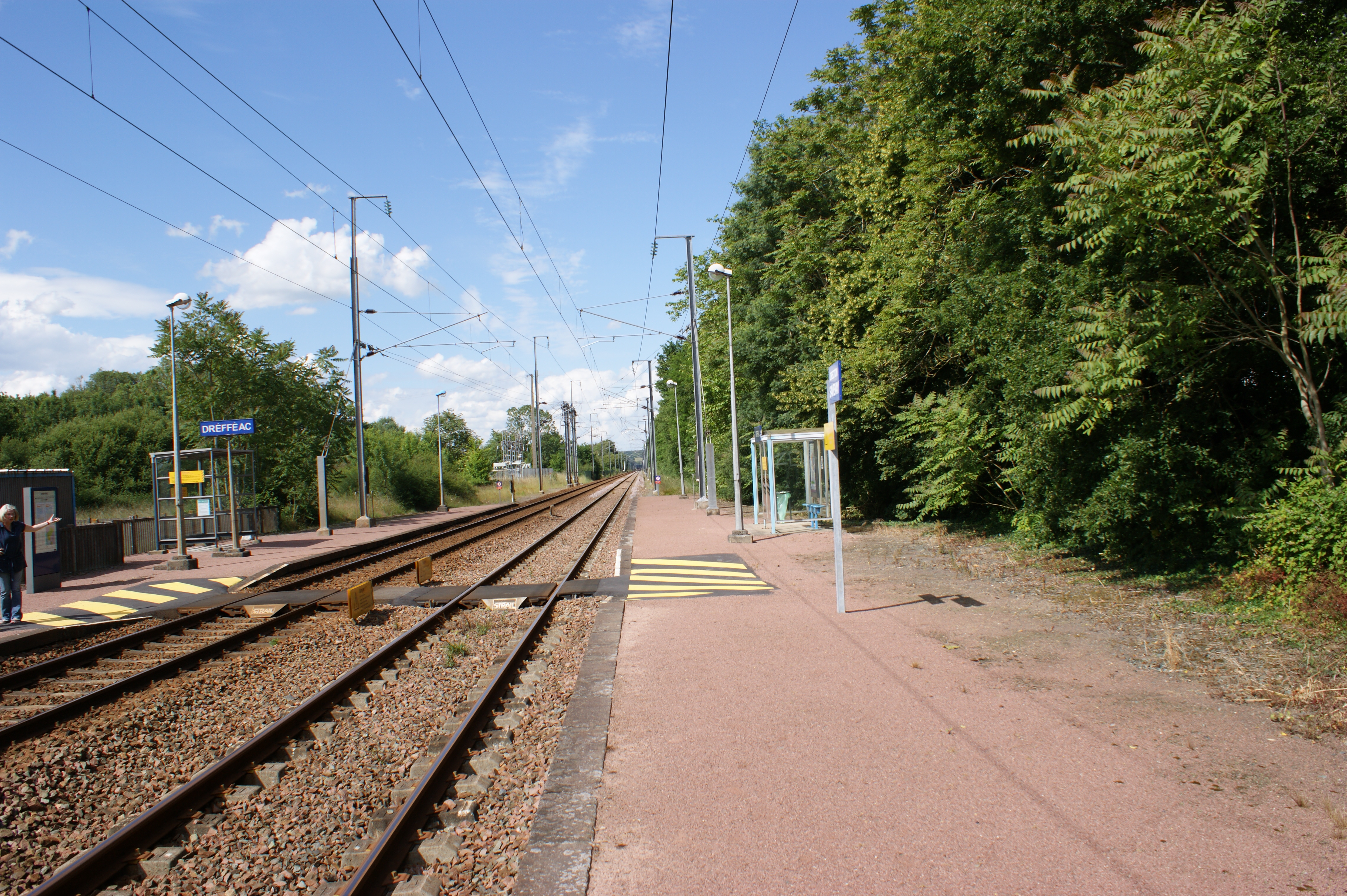
La halte vue en direction de Redon.
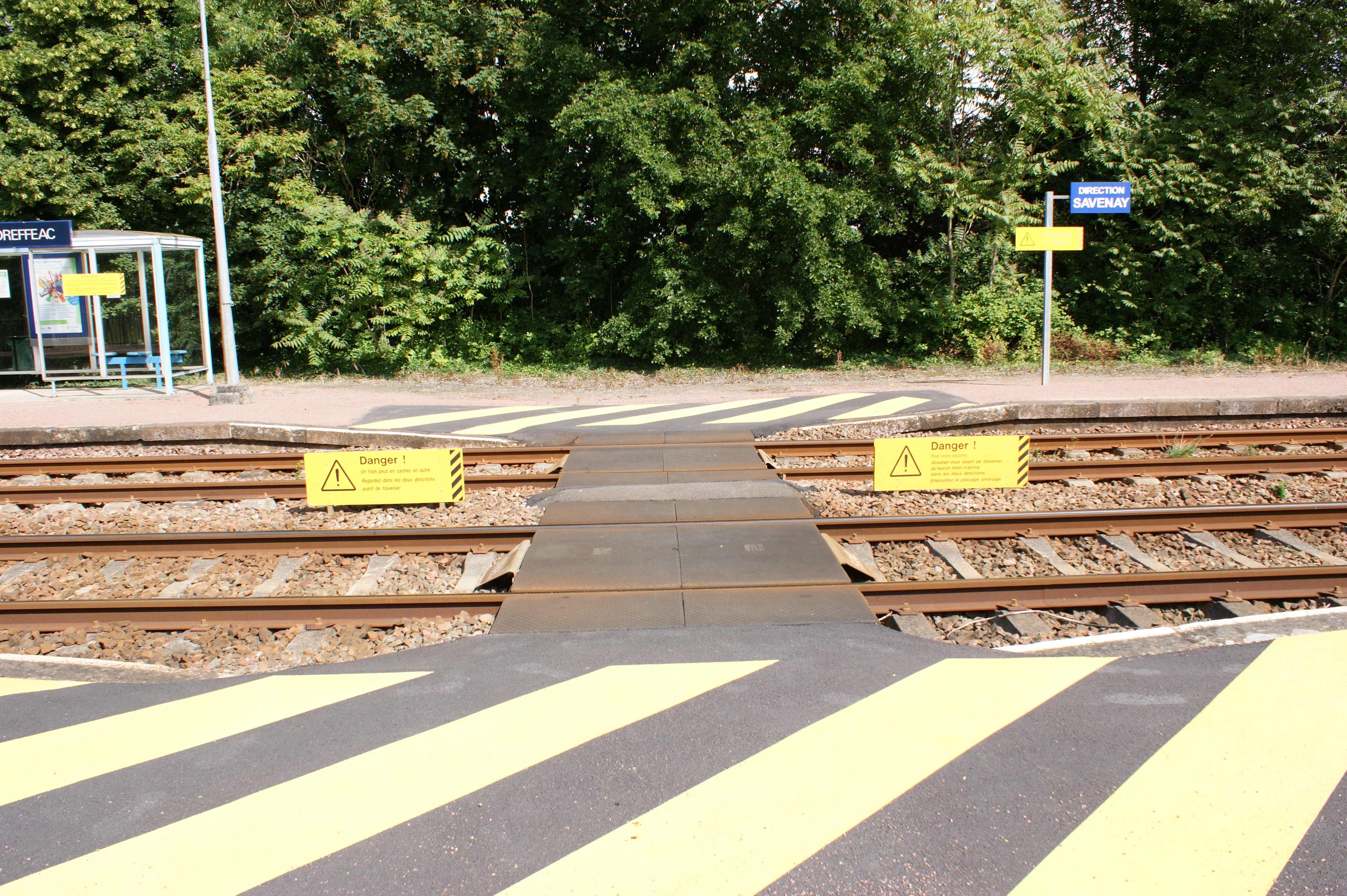
Le passage planchéié.
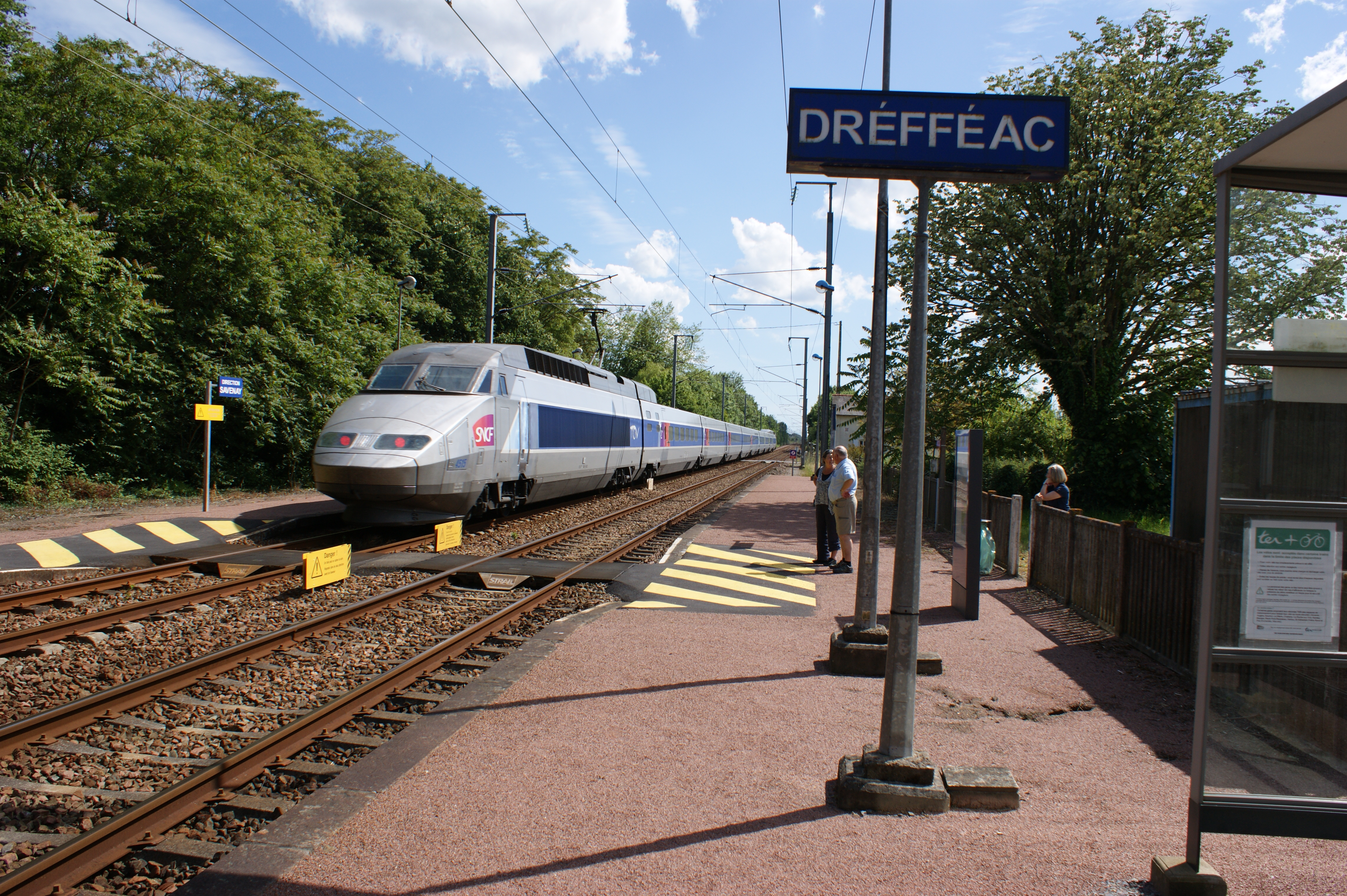
Passage d'un TGV sans arrêt.

## Patrimoine ferroviaire
L'ensemble des édifices de la gare ont été désaffectés puis détruits. Seule subsiste la maison du garde-barrière, au passage à niveau no 381, devenue une habitation privée en 1978.